# Reacție Vilsmeier-Haack
Reacția Vilsmeier-Haack (denumită și simplu reacție Vilsmeier) este o reacție organică a unei amide substituite (1) cu oxiclorura de fosfor (POCl3) și cu o arenă cu substituenți grupe donatoare de electroni (3). În urma acesteia se obține o aldehidă sau cetonă aromatică (5). Reacția a fost denumită după Anton Vilsmeier și Albrecht Haack.

## Mecanism de reacție
În prima etapă a mecanismului are loc reacția dintre amida substituită și oxiclorura de fosfor, când se obține un ion intermediar cloroiminiu (2), acesta fiind reactivul Vilsmeier. Urmează formarea unui ion iminiu (4b), care este hidrolizat la cetona sau la aldehida corespunzătoare.